# Memphis Grizzlies
Die Memphis Grizzlies sind eine Mannschaft der nordamerikanischen Basketball-Profiliga National Basketball Association (NBA). Seine Heimspiele trägt das Team im FedExForum in Memphis, Tennessee aus. Die Grizzlies gehören der Western Conference an.
Das Team wurde ursprünglich als ein Expansionsteam unter dem Namen Vancouver Grizzlies gegründet und trat der NBA in der Saison 1995/96 bei. Nach dem Ende der Spielzeit 2000/01 zogen die Grizzlies nach Memphis.

## Vereinsgeschichte

### Erfolglose Jahre in Kanada (1995–2001)

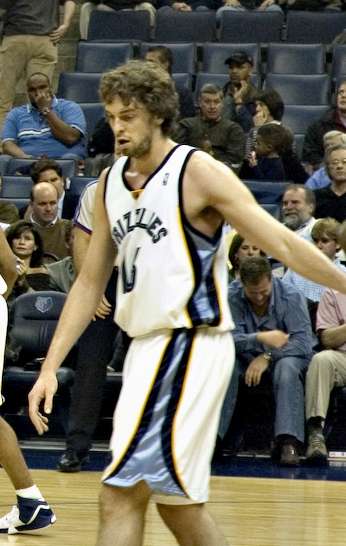
Forward/Center Pau Gasol war lange für die Grizzlies aktiv (2001–2008)

Das Team wurde 1995 zusammen mit den Toronto Raptors im Zuge der Erweiterung der NBA nach Kanada gegründet und war in Vancouver, British Columbia, angesiedelt. Diese Herkunft erklärt den Namen „Grizzlies“. Trotz aufstrebender Talente wie Shareef Abdur-Rahim, Mike Bibby und Bryant Reeves litten die Grizzlies unter schwachem Zuschauerinteresse und andauernder Erfolglosigkeit. Ein trauriger Höhepunkt war, dass sich College-Star Steve Francis nach seiner Verpflichtung im NBA-Draft 1999 weigerte, für die Grizzlies zu spielen, und transferiert werden musste.

### Umzug nach Memphis und erste Erfolge (2001–2009)
Im Jahre 2001 zog das Franchise nach Memphis um. Im gleichen Jahr wurde der Spanier Pau Gasol während des Draft von den Atlanta Hawks für Starspieler Abdur-Rahim verpflichtet.
Unter Gasol zogen die Grizzlies drei Jahre in Folge in die Play-offs (2004 bis 2006) ein. Die Saison 2006/07 wurde als schlechtestes Team der Liga (nur 22:60 Siege) beendet. Beim NBA-Draft 2007 verstärkte man sich daraufhin mit Mike Conley Jr. Ein Jahr zuvor holte man sich bereits Rudy Gay via Draft. Schon während der Saison wurde Coach Mike Fratello entlassen und durch den Interimstrainer Tony Barone sr. ersetzt. Barone war zuvor der Player Personnel Director der Grizzlies und hatte zu diesem Zeitpunkt noch nie ein NBA-Spiel gecoacht. Wegen der schwachen Saison erklärte Jerry West vorzeitig, dass er nach 2006/07 von seiner Position als General Manager zurücktreten werde.
Zur Saison 2007/08 wurde Chris Wallace als General Manager engagiert. Marc Iavaroni übernahm das Amt des Head Coaches und wurde während der laufenden Saison durch Lionel Hollins ersetzt. Während des NBA-Draft 2008 tauschte man die Draftrechte an Kevin Love für O.J. Mayo, zu den Minnesota Timberwolves ein. Während Love mehrmaliger All-Star wurde, gelang es Mayo, trotz einer vielversprechenden Rookiesaison, nie die Erwartung zu erfüllen und er verließ das Team im Jahre 2012.
Am 1. Februar 2008 wurde Gasol für Kwame Brown, Javaris Crittenton und Aaron McKie von den Grizzlies zu den Los Angeles Lakers getradet. Bei diesem Trade erhielten diese die Transferrechte über Pau Gasols Bruder Marc Gasol sowie die 1st Round Draft Picks der Jahre 2008 und 2010 von den Lakers.

### Erfolgreiche Grit ’n’ Grind-Ära (2009–2019)
Im Juli 2009 erhielten die Memphis Grizzlies im Rahmen eines Trades Zach Randolph von den Los Angeles Clippers. Im Gegenzug wechselte Darko Miličić zu den New York Knicks und Quentin Richardson wechselte aus New York nach Los Angeles. Eine Fehlentscheidung traf man beim NBA-Draft 2009, als man Hasheem Thabeet an zweiter Stelle auswählte und damit Spieler wie James Harden oder Stephen Curry außen vorließ. Die Saison 2009/10 begann wenig erfreulich, da der als neuer Starspieler angeworbene Allen Iverson das Team nach wenigen Spielen wieder verließ und nur eins der ersten neun Spiele gewonnen wurde. Allerdings verbesserte sich das Spiel der Mannschaft sehr stark, was vor allem den Leistungsverbesserungen von Zach Randolph und Marc Gasol zugeschrieben wird. Lionel Hollins wurde für den Dezember 2009 als „Coach of the Month“ ausgezeichnet. Mit elf in Serie gewonnenen Heimspielen stellte die zu jenem Zeitpunkt jüngste Mannschaft der Liga einen neuen Franchise-Rekord auf.
In der Saison 2010/11 kam das Team, weiterhin unter Leitung von Lionel Hollins, trotz eines mäßigen Starts (nur acht Siege in den ersten 22 Spielen) mit einer Endbilanz von 46:36 in die Playoffs. Zu diesem Erfolg trug vor allem bei, dass das Team im Gegensatz zur Vorsaison als eine Einheit agierte. Wichtigster Einzelspieler war Zach Randolph, der sich im Vergleich zur vorherigen Saison noch einmal steigerte und wieder ein Season Double-Double (20,1 Punkte und 12,2 Rebounds pro Spiel) erreichte. Aber auch Tony Allen, der die Mannschaft vor allem defensiv aufwertete, Mike Conley Jr., der den Durchbruch in die Oberklasse der Point Guards schaffte, und Rudy Gay, der sehr wichtig für die Offensive des Teams war, trugen zum Erfolg des Teams bei. Letzterer zog sich am 15. Februar 2011 gegen die Philadelphia 76ers eine Verletzung zu und fiel für den Rest der Saison inklusive der Playoffs aus. Deshalb wurde Hasheem Thabeet gegen Shane Battier zu den Houston Rockets getradet, um einen guten Ersatz für ihn zu bekommen. In den Playoffs gewannen sie erstmals in der Vereinsgeschichte am 17. April 2011 gegen die San Antonio Spurs ein Spiel mit 101:98 gewinnen. Mit drei weiteren Siegen zogen die Grizzlies am 29. April 2011 (99:91) in die zweite Playoff-Runde ein. Damit waren sie erst das vierte Team in der NBA-Geschichte, das ein erstplatziertes Team in der ersten Playoff-Runde besiegte. In der zweiten Runde trafen sie auf die Oklahoma City Thunder. Nach sieben Spielen verlor Memphis die Serie und schied damit aus. Trotz des knappen Ausscheidens ist die Saison mit Abstand die erfolgreichste in der Vereinsgeschichte gewesen.

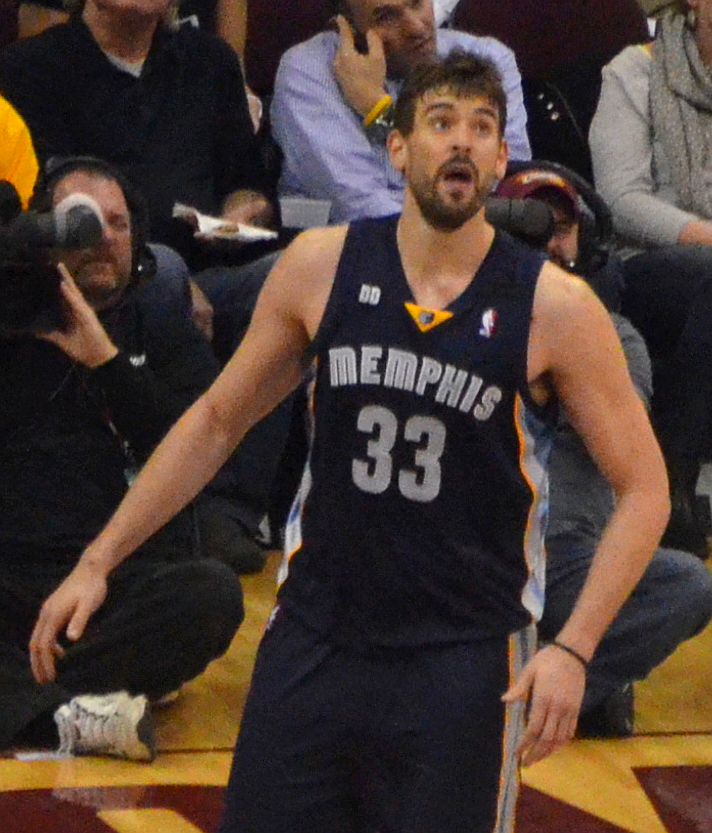
Marc Gasol wurde mit den Grizzlies unter anderem mehrfacher NBA-All-Star

In der Saison 2011/12 erreichten die Grizzlies erneut die Playoffs. Hier schieden sie in der ersten Runde knapp mit 3:4 gegen die LA Clippers aus. In die Saison 2012/13 startete Memphis stark und war in den ersten Wochen phasenweise das Team mit der besten Bilanz. Beim Heimsieg gegen die Dallas Mavericks am 27. Februar wurde ein Rückstand von 25 Punkten aufgeholt, was ein neuer Franchiserekord ist. Die Saison 2012/13 beendeten die Grizzlies mit einer Bilanz von 56 Siegen und 26 Niederlagen auf Rang 5 der Western Conference. Während der Saison wurde Topscorer Rudy Gay zu den Toronto Raptors transferiert. In den Playoffs schafften die Grizzlies den Einzug ins Conference-Finale, wo sie jedoch mit 0:4 Siegen gegen die San Antonio Spurs ausschieden. Kurz darauf gaben die Grizzlies bekannt, dass Lionel Hollins keinen neuen Vertrag als Headcoach des Teams erhalten würde.
Nachfolger von Lionel Hollins wurde der bisherige Assistant-Coach David Joerger. Joerger war zuvor bereits 6 Jahre als Assistant-Coach für die Grizzlies tätig und erhielt einen Vertrag als Headcoach bis 2015. Unter Joerger erreichte man mit 50 Siegen die siebte Platzierung in der Western Conference und qualifizierte sich somit erneut für die Playoffs, wo man nach 7 Spielen den Oklahoma City Thunder unterlag.
Während der Saison 2014/15 verstärkten sich die Grizzlies mit Forward Jeff Green von den Boston Celtics. Sie beendeten die Saison mit einer 55-27-Bilanz auf dem fünften Rang der Western Conference. Man erreichte die zweite Playoffsrunde, wo man jedoch dem späteren Meister Golden State Warriors mit 2:4 unterlag. Die Saison 2015/16 verlief für die Grizzlies weniger erfolgreich. Die Stammspieler Gasol und Conley fielen mehrere Spiele aus, auch andere Spieler fehlten verletzungsbedingt, so dass Memphis über die Saison hinweg 28 verschiedene Spieler unter Vertrag hatte. Die Playoffs wurden dennoch erreicht, doch schied man ohne Gasol und Conley in der ersten Runde mit 0:4 gegen die San Antonio Spurs aus. Daraufhin wurde Trainer Joerger von den Grizzlies als Trainer entlassen.
Am 29. Mai 2016 verpflichteten die Grizzlies David Fizdale als neuen Headcoach des Teams. Er war zuvor acht Jahre Assistant Coach bei den Miami Heat und holte unter Headcoach Erik Spoelstra zwei NBA-Meisterschaften. Fizdale unterschrieb in Memphis einen Vierjahresvertrag. Mit Fizdale erreichten die Grizzlies die Playoffs, wo man jedoch in der ersten Runde den San Antonio Spurs mit 2:4 unterlag. Im Sommer 2017 verließen mit Forward Zach Randolph und Guard Tony Allen zwei wichtige Eckpfeiler der Grit ’n’ Grind-Ära das Team. Das Team begann eine Verjüngung der Mannschaft und gewährte jüngeren Spielern mehr Spielzeit. Point Guard Mike Conley Jr. verletzte sich jedoch nach dem 12. Saisonspiel und fiel den Rest der Saison aus. Mit einem Rumpfteam bestehend aus den beiden Führungsspielern Marc Gasol und Tyreke Evans erkämpfen sich die Grizzlies nur 22 Saisonsiege, was den vorletzten Platz in der Western Conference bedeutete und das Ende der Playoffs, nach zuletzt sieben erfolgreichen Qualifikationen in Folge.

### Das Ende von Grit ’n’ Grind, Neuaufbau mit Morant (Seit 2019)
Im NBA-Draft 2018 verstärkten sich die Grizzlies mit Jaren Jackson Jr., der an vierter Stelle gezogen wurde und starteten in eine neue Ära. Die Grizzlies gaben im Laufe der Saison Marc Gasol zu den Toronto Raptors ab. Auch um Mike Conley Jr. gab es Gerüchte, jedoch verblieb Conley vorerst bei den Grizzlies. Memphis verpasste die Playoffs erneut deutlich. In Folge darauf wurde Conley als letztes Mitglied der Grit ’n’ Grind-Ära zu den Utah Jazz abgegeben. Als seinen Nachfolger auf der Point Guard-Position wählten die Grizzlies im NBA-Draft 2019 Ja Morant an zweiter Position. In der Saison 2020/21, die sie auf Platz 9 im Westen beendeten, gelang den Grizzlies über den neuen „Play-In-Modus“ durch einen knappen Sieg gegen die San Antonio Spurs und einem 117:112 nach Verlängerung gegen die Golden State Warriors erstmals seit 2017 wieder der Einzug in die Playoffs. Als 8. Platzierter trafen sie dort auf die Utah Jazz, denen sie trotz guter Leistungen von Morant mit 1:4 Siegen unterlagen.
Im Januar 2022 stellte das Team einen neuen Franchise-Rekord mit 11 Siegen in Serie auf, bevor sie den Dallas Mavericks unterlagen. Die Grizzlies beendeten die Saison mit 56 Siegen auf Platz 2 der Western Conference hinter den Phoenix Suns. In den Playoffs unterlag man in Runde 2 den Golden State Warriors.
Die reguläre Saison 2022/23 verlief erneut erfolgreich und die 50 Siege-Marke wurde wieder geknackt. Die Grizzlies qualifizierten sich als Zweiter erneut für die Playoffs, in denen sie allerdings mit 2:4 an den Los Angeles Lakers in Runde eins scheiterten.
Die Saison 2024/25 beendeten die Grizzlies mit einer Bilanz von 48:34 und erreichten als 8. Platzierter das Play-in Tournament. Nach einer Niederlage gegen die Warriors im Spiel um Platz sieben, mussten sie im Kampf um Platz acht gegen die Dallas Mavericks antreten. Memphis gewann 120:106 und die Grizzlies zogen damit in die Playoffs ein. In der ersten Runde warteten dort die topplatzierten Oklahoma City Thunder, welche die Serie allerdings von Spiel eins an dominierten und letztlich glatt mit 4:0 gewannen.

## Spielstätten
Die Vancouver Grizzlies spielten von 1995 bis 2001 im General Motors Place (19.193 Plätze) in Vancouver, Kanada. Nach dem Umzug der Grizzlies nach Memphis bestritten sie ihre Heimspiele in der Pyramid Arena. Seit 2004 ist das FedExForum (18.165 Plätze) im Süden von Downtown Memphis die Heimstätte der Memphis Grizzlies.

## Memphis Hustle
Von 2013 bis 2017 war die Iowa Energy (heute die Iowa Wolves) das Farmteam der Grizzlies, zunächst in der NBA Development League (D-League), und seit der Saison 2017/18 in der G-League. Seit der Umbenennung der Liga und der Übernahme der Energy durch die Minnesota Timberwolves, haben die Grizzlies ihr eigenes Farmteam, den Memphis Hustle. Dort können Spieler der Grizzlies Spielpraxis sammeln, wenn sie es nicht in die feste Rotation der Grizzlies geschafft haben. Zuvor hatten die Grizzlies mit den Dakota Wizards und den Reno Bighorns zusammengearbeitet. Unter anderem lief Hasheem Thabeet für ein D-League Team auf, da er sich im Kader der Grizzlies nicht wie erhofft durchsetzen konnte.

## Aktueller Kader
| Nr. | Nat.               | Name               | Position       | Geburt     | Größe  | Info | College           |
| --- | ------------------ | ------------------ | -------------- | ---------- | ------ | ---- | ----------------- |
| 0   | Vereinigte Staaten | Jaylen Wells       | Forward        | 26.08.2003 | 203 cm | R    | Washington State  |
| 1   | Vereinigte Staaten | Scotty Pippen Jr.  | Guard          | 10.11.2000 | 185 cm |      | Vanderbilt        |
| 2   | Vereinigte Staaten | Zyon Pullin        | Guard          | 03.03.2001 | 193 cm | R G  | Florida           |
| 5   | Vereinigte Staaten | Vince Williams Jr. | Guard          | 30.08.2000 | 193 cm |      | VCU               |
| 7   | Spanien            | Santi Aldama       | Forward/Center | 10.01.2001 | 213 cm |      | Loyola (MD)       |
| 8   | Vereinigte Staaten | Lamar Stevens      | Forward        | 09.07.1997 | 201 cm |      | Penn State        |
| 10  | Vereinigte Staaten | Luke Kennard       | Guard          | 24.06.1996 | 196 cm |      | Duke              |
| 12  | Vereinigte Staaten | Ja Morant          | Guard          | 10.08.1999 | 191 cm |      | Murray State      |
| 13  | Vereinigte Staaten | Jaren Jackson      | Forward/Center | 15.09.1999 | 211 cm |      | Michigan State    |
| 14  | Kanada             | Zach Edey          | Center         | 14.05.2002 | 224 cm | R    | Purdue            |
| 15  | Kanada             | Brandon Clarke     | Forward        | 19.09.1996 | 203 cm |      | Gonzaga           |
| 17  | Japan              | Yuki Kawamura      | Guard          | 02.03.2001 | 173 cm | R G  | Japan             |
| 22  | Vereinigte Staaten | Desmond Bane       | Guard          | 25.06.1998 | 198 cm |      | TCU               |
| 24  | Vereinigte Staaten | Cam Spencer        | Guard          | 06.04.2000 | 193 cm | R G  | UConn             |
| 30  | Vereinigte Staaten | Jay Huff           | Center         | 25.08.1997 | 216 cm |      | Virginia          |
| 35  | Vereinigte Staaten | Marvin Bagley III  | Forward/Center | 14.03.1999 | 208 cm |      | Duke              |
| 45  | Vereinigte Staaten | G. G. Jackson      | Forward/Center | 17.12.2004 | 206 cm |      | South Carolina    |
| 46  | Vereinigte Staaten | John Konchar       | Guard          | 22.03.1996 | 196 cm |      | Purdue Fort Wayne |

| Nat.                      | Name                | Position       |
| ------------------------- | ------------------- | -------------- |
| Finnland                  | Tuomas Iisalo       | Head Coach     |
| Vereinigte Staaten        | Anthony Carter      | Assistenzcoach |
| Indien Vereinigte Staaten | Sonia Raman         | Assistenzcoach |
| Ukraine                   | Witalij Potapenko   | Assistenzcoach |
| Vereinigte Staaten        | Brad Jones          | Assistenzcoach |
| Vereinigte Staaten        | Blake Ahearn        | Assistenzcoach |
| Vereinigte Staaten        | James Penn          | Assistenzcoach |
| Vereinigte Staaten        | Patrick St. Andrews | Assistenzcoach |
| Vereinigte Staaten        | Blake Ahearn        | Assistenzcoach |

| Abk. | Bedeutung                       |
| ---- | ------------------------------- |
| Nr.  | Trikotnummer                    |
| Nat. | Nationalität                    |
| C    | Mannschaftskapitän              |
| R    | Rookie                          |
| G    | Two-way contract                |
| S    | Suspended                       |
|      | Verletzungsbedingte Inaktivität |
| A    | Abwesend                        |
| H    | Hardship Exception              |

## Ehrungen und nennenswerte Leistungen

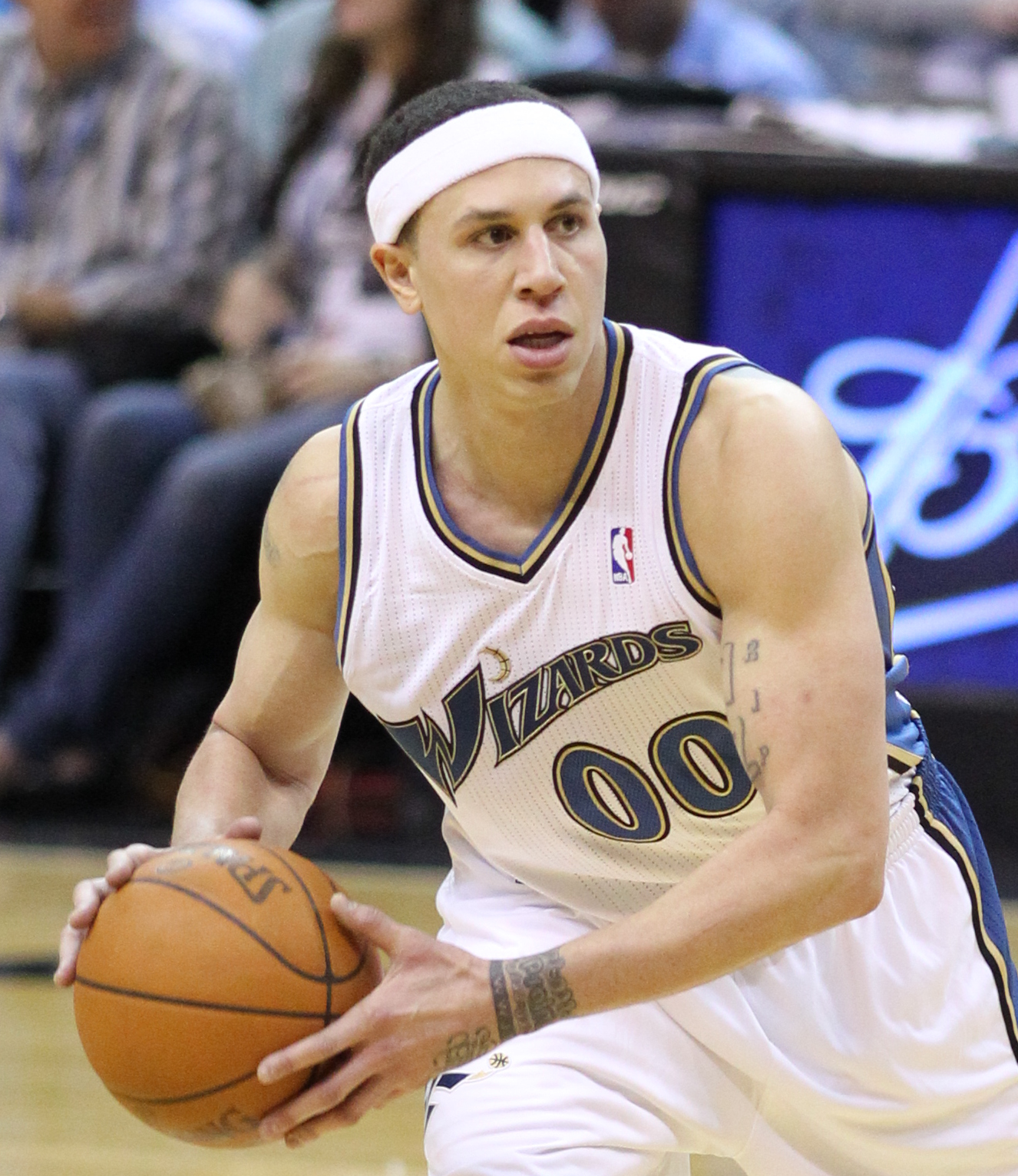
Der ehemalige Grizzly Mike Bibby im Trikot der Washington Wizards

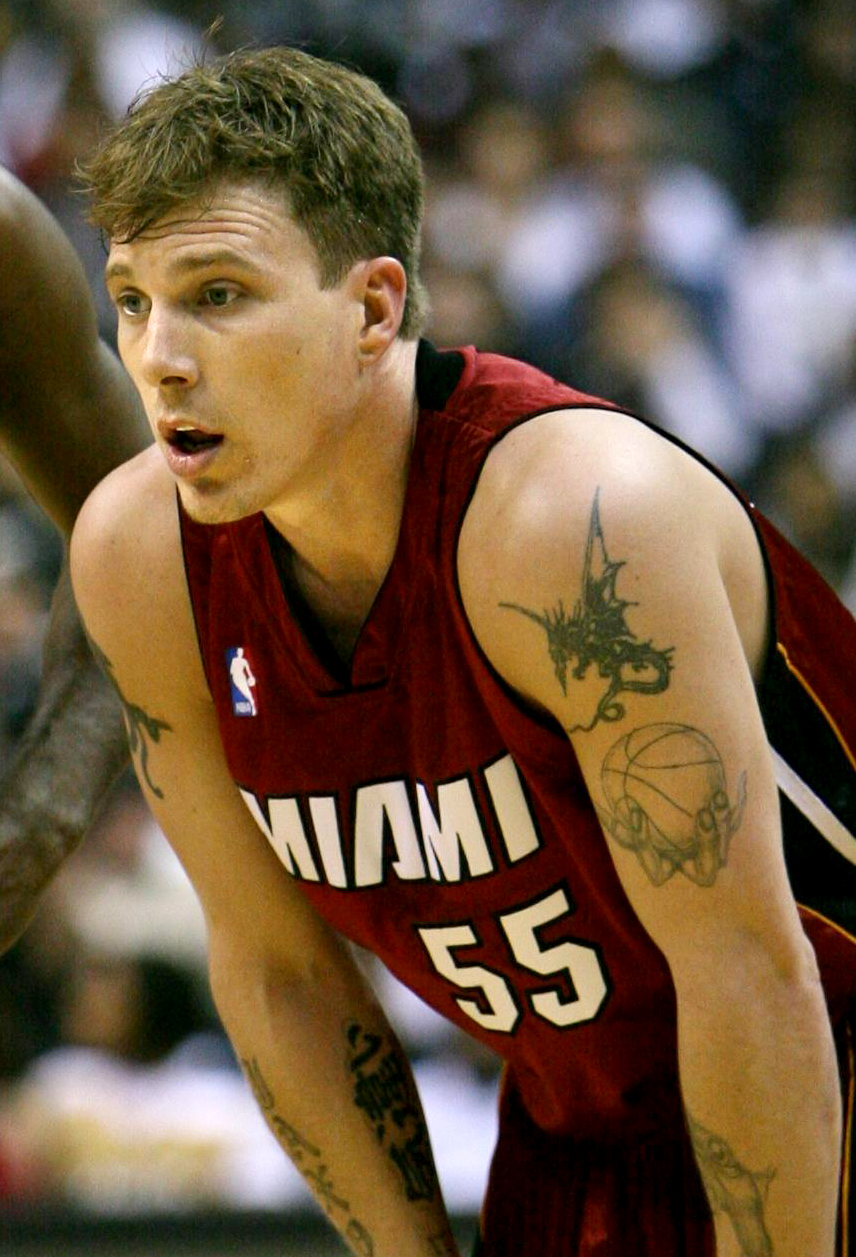
Point Guard Jason Williams war von 2001 bis 2005, sowie 2012 für die Grizzlies aktiv

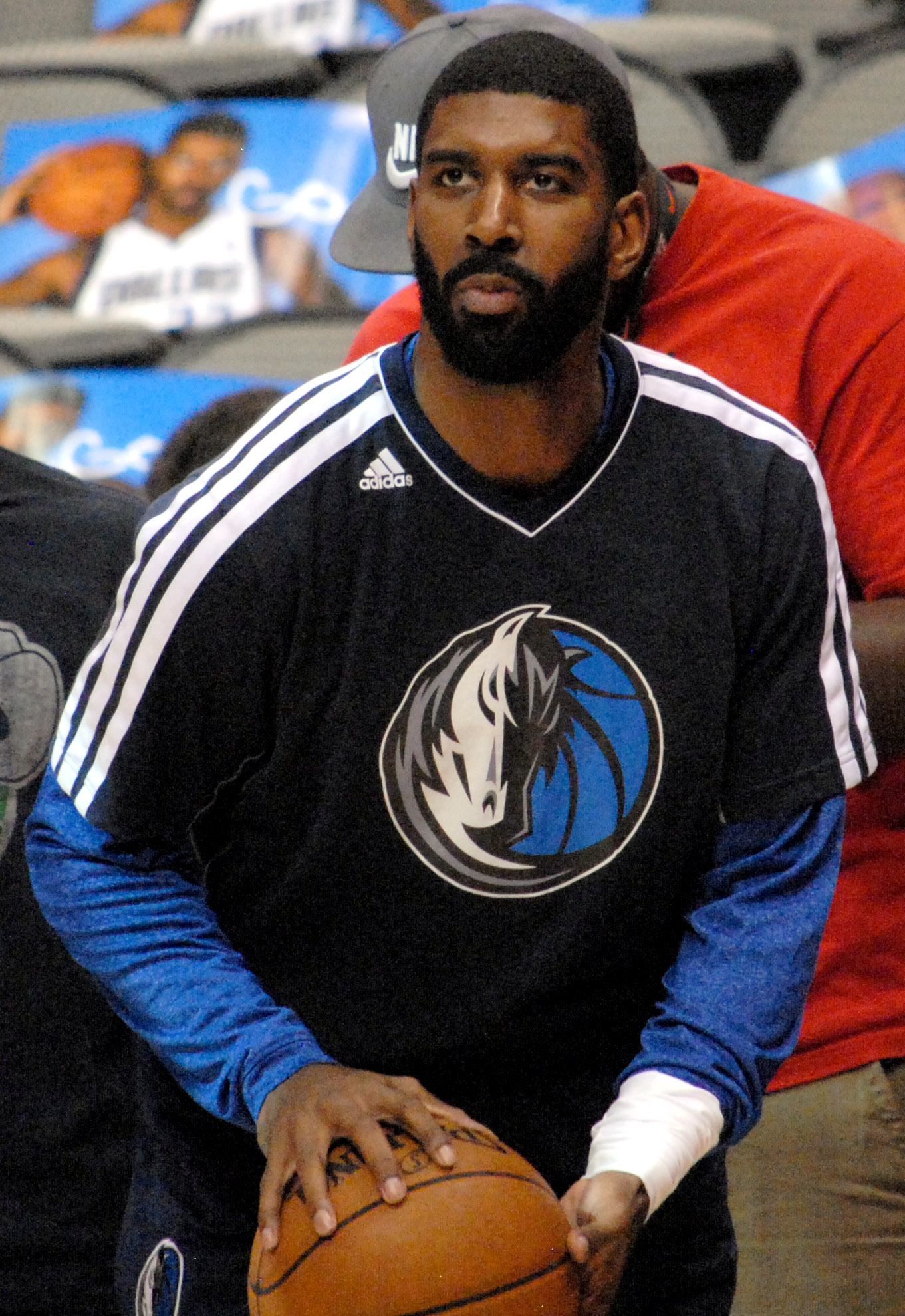
O. J. Mayo wurde 2008 von den Grizzlies gedraftet und spielte bis 2012 dort

| Name                | aktueller Verein             |
| ------------------- | ---------------------------- |
| Shareef Abdur-Rahim | Karriere beendet             |
| Mike Bibby          | Karriere beendet             |
| Mike Conley Jr.     | Utah Jazz                    |
| Bryant Reeves       | Karriere beendet             |
| Jason Williams      | Karriere beendet             |
| Casey Jacobsen      | Karriere beendet             |
| Shane Battier       | Karriere beendet             |
| Marc Gasol          | Toronto Raptors              |
| Pau Gasol           | FC Barcelona                 |
| Allen Iverson       | Karriere beendet             |
| Kyle Lowry          | Toronto Raptors              |
| Damon Stoudamire    | Karriere beendet             |
| Rudy Gay            | San Antonio Spurs            |
| O. J. Mayo          | Taipei Fubon Braves (Taiwan) |
| Zach Randolph       | Karriere beendet             |

## Statistiken
| Name              | Zeit                       | Siege:Niederlagen | Siege [%] |
| ----------------- | -------------------------- | ----------------- | --------- |
| Brian Winters     | 1995–1997                  | 23:102            | 18,4      |
| Stu Jackson       | 1997                       | 6:33              | 15,4      |
| Brian Hill        | 1997–1999                  | 31:123            | 20,1      |
| Sidney Lowe       | 2000–2002                  | 46:126            | 26,7      |
| Hubie Brown       | 2002–2004                  | 83:85             | 49,4      |
| Lionel Hollins    | 1999/2000, 2004, 2009–2013 | 214:201           | 51,7      |
| Mike Fratello     | 2004–2006                  | 95:83             | 53,4      |
| Tony Barone sr.   | 2006–2007                  | 16:36             | 30,8      |
| Marc Iavaroni     | 2007–2009                  | 22:60             | 26,8      |
| David Joerger     | 2013–2016                  | 147:99            | 59,8      |
| David Fizdale     | 2016–2017                  | 50:51             | 49,5      |
| J. B. Bickerstaff | 2017–2019                  | 48:97             | 33,1      |
| Taylor Jenkins    | seit 2019                  | 32:33             | 49,2      |

| Jahr                | Siege:Niederlagen   | Siege [%]           | Play-offs                                                                |                     |                     |                     |                     |                     |                     |                     |
| Vancouver Grizzlies | Vancouver Grizzlies | Vancouver Grizzlies | Vancouver Grizzlies                                                      | Vancouver Grizzlies | Vancouver Grizzlies | Vancouver Grizzlies | Vancouver Grizzlies | Vancouver Grizzlies | Vancouver Grizzlies | Vancouver Grizzlies |
| ------------------- | ------------------- | ------------------- | ------------------------------------------------------------------------ | ------------------- | ------------------- | ------------------- | ------------------- | ------------------- | ------------------- | ------------------- |
| 1995/96             | 15:67               | 18,3                | Nicht für die Play-offs qualifiziert                                     |                     |                     |                     |                     |                     |                     |                     |
| 1996/97             | 14:68               | 17,1                | Nicht für die Play-offs qualifiziert                                     |                     |                     |                     |                     |                     |                     |                     |
| 1997/98             | 19:63               | 23,2                | Nicht für die Play-offs qualifiziert                                     |                     |                     |                     |                     |                     |                     |                     |
| 1998/99             | 8:42                | 16,0                | Nicht für die Play-offs qualifiziert                                     |                     |                     |                     |                     |                     |                     |                     |
| 1999/00             | 22:60               | 26,8                | Nicht für die Play-offs qualifiziert                                     |                     |                     |                     |                     |                     |                     |                     |
| 2000/01             | 23:59               | 28,0                | Nicht für die Play-offs qualifiziert                                     |                     |                     |                     |                     |                     |                     |                     |
| Memphis Grizzlies   |                     |                     |                                                                          |                     |                     |                     |                     |                     |                     |                     |
| 2001/02             | 23:59               | 28,0                | Nicht für die Play-offs qualifiziert                                     |                     |                     |                     |                     |                     |                     |                     |
| 2002/03             | 28:54               | 34,1                | Nicht für die Play-offs qualifiziert                                     |                     |                     |                     |                     |                     |                     |                     |
| 2003/04             | 50:32               | 61,0                | 0:4 in der ersten Runde gegen die San Antonio Spurs                      |                     |                     |                     |                     |                     |                     |                     |
| 2004/05             | 45:37               | 54,9                | 0:4 in der ersten Runde gegen die Phoenix Suns                           |                     |                     |                     |                     |                     |                     |                     |
| 2005/06             | 49:33               | 59,8                | 0:4 in der ersten Runde gegen die Dallas Mavericks                       |                     |                     |                     |                     |                     |                     |                     |
| 2006/07             | 22:60               | 26,8                | Nicht für die Play-offs qualifiziert                                     |                     |                     |                     |                     |                     |                     |                     |
| 2007/08             | 22:60               | 26,8                | Nicht für die Play-offs qualifiziert                                     |                     |                     |                     |                     |                     |                     |                     |
| 2008/09             | 24:58               | 28,4                | Nicht für die Play-offs qualifiziert                                     |                     |                     |                     |                     |                     |                     |                     |
| 2009/10             | 40:42               | 48,8                | Nicht für die Play-offs qualifiziert                                     |                     |                     |                     |                     |                     |                     |                     |
| 2010/11             | 46:36               | 56,1                | 3:4 in den Western Conference-Halbfinals gegen den Oklahoma City Thunder |                     |                     |                     |                     |                     |                     |                     |
| 2011/12             | 41:25               | 62,1                | 3:4 in der ersten Runde gegen die Los Angeles Clippers                   |                     |                     |                     |                     |                     |                     |                     |
| 2012/13             | 56:26               | 68,3                | 0:4 in den Western Conference-Finals gegen die San Antonio Spurs         |                     |                     |                     |                     |                     |                     |                     |
| 2013/14             | 50:32               | 61,0                | 3:4 in der ersten Runde gegen den Oklahoma City Thunder                  |                     |                     |                     |                     |                     |                     |                     |
| 2014/15             | 55:27               | 67,1                | 2:4 in den Western Conference-Halbfinals gegen die Golden State Warriors |                     |                     |                     |                     |                     |                     |                     |
| 2015/16             | 42:40               | 51,2                | 0:4 in der ersten Runde gegen die San Antonio Spurs                      |                     |                     |                     |                     |                     |                     |                     |
| 2016/17             | 43:39               | 53,4                | 2:4 in der ersten Runde gegen die San Antonio Spurs                      |                     |                     |                     |                     |                     |                     |                     |
| 2017/18             | 22:60               | 26,8                | Nicht für die Play-offs qualifiziert                                     |                     |                     |                     |                     |                     |                     |                     |
| 2018/19             | 33:49               | 40,2                | Nicht für die Play-offs qualifiziert                                     |                     |                     |                     |                     |                     |                     |                     |
| 2019/20             | 34:39               | 46,6                | Nicht für die Play-offs qualifiziert im Play-in                          |                     |                     |                     |                     |                     |                     |                     |
| 2020/21             | 38:34               | 52,8                | 1:4 in der ersten Runde gegen den Utah Jazz                              |                     |                     |                     |                     |                     |                     |                     |
| 2021/22             | 56:26               | 68,3                | 2:4 in den Western Conference-Halbfinals gegen die Golden State Warriors |                     |                     |                     |                     |                     |                     |                     |
| 2022/23             | 51:31               | 62,2                | 2:4 in der ersten Runde gegen die Los Angeles Lakers                     |                     |                     |                     |                     |                     |                     |                     |
| 2023/24             | 27:55               | 32,9                | Nicht für die Play-offs qualifiziert                                     |                     |                     |                     |                     |                     |                     |                     |
| 2024/25             | 48:34               | 58,5                | 0:4 in der ersten Runde gegen den Oklahoma City Thunder                  |                     |                     |                     |                     |                     |                     |                     |
| Gesamt              | 1046:1347           | 43,7                | 38:64 in den Playoffs (37,3 %) Stand: April 2025                         |                     |                     |                     |                     |                     |                     |                     |